# Mizuki Nogučiová
Mizuki Nogučiová (japonsky 野口 みずき [Noguči Mizuki], 3. července 1978 Isa) je japonská atletka, běžkyně na dlouhé tratě, olympijská vítězka v maratonu z roku 2004.
Atletice se začala věnovat ve svých sedmnácti letech, nejdříve se zaměřila na trať půlmaratonu (do roku 2004 jich běžela celkem 24 a 14 z nich vyhrála). Svůj první maraton běžela v roce 2002, závod v Nagoji vyhrála časem 2.25:32. O rok později již získala stříbrnou medaili na mistrovství světa v atletice v Paříži. Největšího úspěchu dosáhla při olympijském maratonu v Aténách, kde zvítězila v čase 2.26:20 před Catherine Nderebovou z Keni a Američankou Deenou Kastorovou. Vinou zranění levého stehenního svalu neobhajovala olympijské zlato na hrách v Pekingu v roce 2008.